# Aleksandr Sokolski
Aleksandr Kuźmicz Sokolski (ros. Александр Кузьмич Сокольский, ur. 23 listopada?/6 grudnia 1903 w miejscowości Aleksikowo w obwodzie wołgogradzkim, zm. 14 listopada 1979 w Moskwie) – radziecki generał pułkownik artylerii, Bohater Związku Radzieckiego (29 maja 1945).

## Życiorys
Miał wykształcenie niepełne średnie, od 1921 służył w Armii Czerwonej, w 1925 skończył szkołę artylerii w Leningradzie, a w 1933 i 1937 artyleryjskie kursy doskonalenia kadry dowódczej. W 1938 został dowódcą dywizjonu, w 1939 szefem artylerii 74 Dywizji Piechoty Północnokaukaskiego Okręgu Wojskowego, od czerwca 1941 w składzie dywizji walczył na Froncie Południowym, w styczniu 1942 mianowano go zastępcą szefa artylerii 12 Armii Frontu Południowego; na tym stanowisku uczestniczył w operacji barwienkowsko-łozowskiej. Od lutego 1942 był szefem artylerii 12 Armii, brał udział w walkach obronnych nad Donem i Kubaniem, 4-12 września 1942 był p.o. dowódcą 12 Armii, potem walczył na Froncie Zakaukaskim jako szef artylerii 12 Armii, a od stycznia do kwietnia 1943 szef artylerii 56 Armii Północnej Grupy Wojsk Frontu Zakaukaskiego. Od kwietnia do listopada 1943 był szefem artylerii 37 Armii Frontu Północno-Kaukaskiego, brał udział w walkach na Półwyspie Tamańskim i w operacji noworosyjsko-tamańskiej, od listopada 1943 do stycznia 1944 był zastępcą dowódcy, potem dowódcą artylerii Samodzielnej Armii Nadmorskiej, kierował działaniami artylerzystów w walce o przyczółek kerczeński na Krymie i w operacji krymskiej. Od maja 1944 do końca wojny dowodził artylerią 2 Frontu Białoruskiego, uczestniczył w operacji białoruskiej (w tym operacji mohylewskiej, mińskiej i białostockiej), różańskiej, mławsko-elbląskiej, wschodniopruskiej, pomorskiej i berlińskiej. Od września 1945 do czerwca 1948 był dowódcą artylerii Północnej Grupy Wojsk w Polsce, od czerwca 1948 do 1951 artylerii Zakaukaskiego Okręgu Wojskowego, po ukończeniu Wyższych Kursów Akademickich przy Wyższej Akademii Wojskowej im. Woroszyłowa w styczniu 1953 został naczelnikiem filii – zastępcą naczelnika Akademii Wojskowej im. Dzierżyńskiego, a w lutym 1954 szefem Artyleryjskiego Instytutu Naukowo-Badawczego nr 1, w 1955 zakończył służbę wojskową.

## Awanse
- generał major artylerii (7 lutego 1943)
- generał porucznik artylerii (16 maja 1944)
- generał pułkownik artylerii (18 listopada 1944)

## Odznaczenia
- Złota Gwiazda Bohatera Związku Radzieckiego (29 maja 1945)
- Order Lenina (dwukrotnie – 29 maja 1945 i 5 listopada 1946)
- Order Czerwonego Sztandaru (czterokrotnie – 27 marca 1942, 1 kwietnia 1943, 3 listopada 1944 i 19 listopada 1951)
- Order Suworowa I klasy (10 kwietnia 1945)
- Order Suworowa II klasy (25 października 1943)
- Order Kutuzowa I klasy (29 lipca 1944)
- Order Kutuzowa II klasy (16 maja 1944)
- Medal „Za zwycięstwo nad Niemcami w Wielkiej Wojnie Ojczyźnianej 1941–1945”
- Medal „Za zdobycie Królewca”
- Medal „Weteran Sił Zbrojnych ZSRR”
- Order Krzyża Grunwaldu (Polska Ludowa)
- Medal za Odrę, Nysę, Bałtyk (Polska Ludowa)

I inne.